# Nkomi
Els Nkomi són una ètnia gabonesa implantada a la província de l'gooué-Maritime. Són part del grup Myènè.
Al començament del segle XIX segle, vivien sota l'autoritat d'un cap que duia el títol de Rè-Ngondo. Rè-Ntcholo, el més poderós d'ells, va morir cap al 1830. Cada any, els Nkomi es reunien sota l'autoritat del Rè-Ngondo a la plana d'Ondjingo per a tractar afers de la tribu i assistir a l'execució dels condemnats a mort.
La llengua nkomi, segons la classificació de les llengües bantus establerta per Malcolm Guthrie, pertany al grup de les llengües myènè (B10) i és codifica B11a. L'any 2000 el nombre de parlants s'havia estimat a 20 000.